# Недум Онуоха
Недум Онуоха (англ. Nedum Onuoha, нар. 12 листопада 1986, Варрі) — англійський футболіст, захисник клубу «Квінз Парк Рейнджерс».
Насамперед відомий виступами за клуб «Манчестер Сіті», а також молодіжну збірну Англії.

## Клубна кар'єра
Народився 12 листопада 1986 року в нігерійському місті Варрі, в дитячому віці переїхав з родиною до Великої Британії, де оселився у Манчестері. Вихованець футбольної школи клубу «Манчестер Сіті». Дорослу футбольну кар'єру розпочав 2004 року в основній команді того ж клубу, в якій провів шість сезонів, взявши участь у 94 матчах чемпіонату.
Протягом 2010-2011 років грав на правах оренди за «Сандерленд».
До складу клубу «Квінз Парк Рейнджерс» приєднався 2012 року. Наразі встиг відіграти за лондонську команду 32 матчі в національному чемпіонаті.

## Виступи за збірну
Протягом 2005–2009 років залучався до складу молодіжної збірної Англії. На молодіжному рівні зіграв у 21 офіційному матчі, забив 2 голи.